# Virginia Oldoini
Virginia Oldoini, Condesa de Castiglione (Florencia, 22 de marzo de 1837–París, 28 de noviembre de 1899) fue una aristócrata y agente secreta italiana, célebre por haber sido amante del emperador Napoleón III de Francia. En parte fue responsable de la unificación italiana, debido a la influencia que adquirió sobre el emperador. Fue también una significativa figura en la temprana historia de la fotografía como modelo y colaboradora del fotógrafo Pierre-Louis Pierson.

## Biografía

### Primeros años
Nacida el 22 de marzo de 1837 en Florencia como Virginia Elisabetta Luisa Carlotta Antonietta Teresa Maria Oldoini, era hija del marqués spezzino, Filippo Oldoini, y de la marquesa Isabella Lamporecchi, miembros de la nobleza menor de la Toscana. Virginia recibió una esmerada educación, podía hablar cuatro lenguas fluidamente y dominaba la música y la danza. Pronto se destacó entre el resto de las jóvenes aristócratas por su notable belleza, por lo que fue conocida como «La Perla d'Italia», aunque en su entorno familiar se la apodaba «Nicchia».
En 1854, con diecisiete años, contrajo matrimonio con Francesco Verasis Asinari, conde de Castiglione y de Costigliole, doce años mayor que ella, el cual se mostró desde un primer momento como una persona fría, de carácter reservado, muy distinto de la condesa. A ella, de carácter alegre, le encantaban las fiestas y los viajes. Tuvieron un único hijo llamado Giorgio que murió de viruela a muy temprana edad. Poco a poco las diferencias de carácter les fueron separando.
Virginia siguió acudiendo, sin la compañía de su marido a fiestas y bailes. Allí coincidió con un primo suyo, el conde de Cavour, primer ministro del rey Víctor Manuel II de Cerdeña y el Piamonte. Cavour propuso utilizar los servicios de su prima para conseguir la unificación de Italia, buscando influir en el emperador francés, Napoleón III, para que se enfrentara a Austria y que a su vez abandonara los territorios ocupados por Francia en Italia. Si el Piamonte lo lograba, la casa de Saboya se impondría en todo el territorio italiano. Era sabido que a Napoleón III le gustaban las mujeres hermosas, por lo que convencieron a la condesa para que se dirigiera a París en calidad de «espía», para «aconsejar» al emperador que le convenía atacar al enemigo austriaco. Para este plan también contaron con el conde. Ambos partieron a París junto con su hijo.

### Misión en París

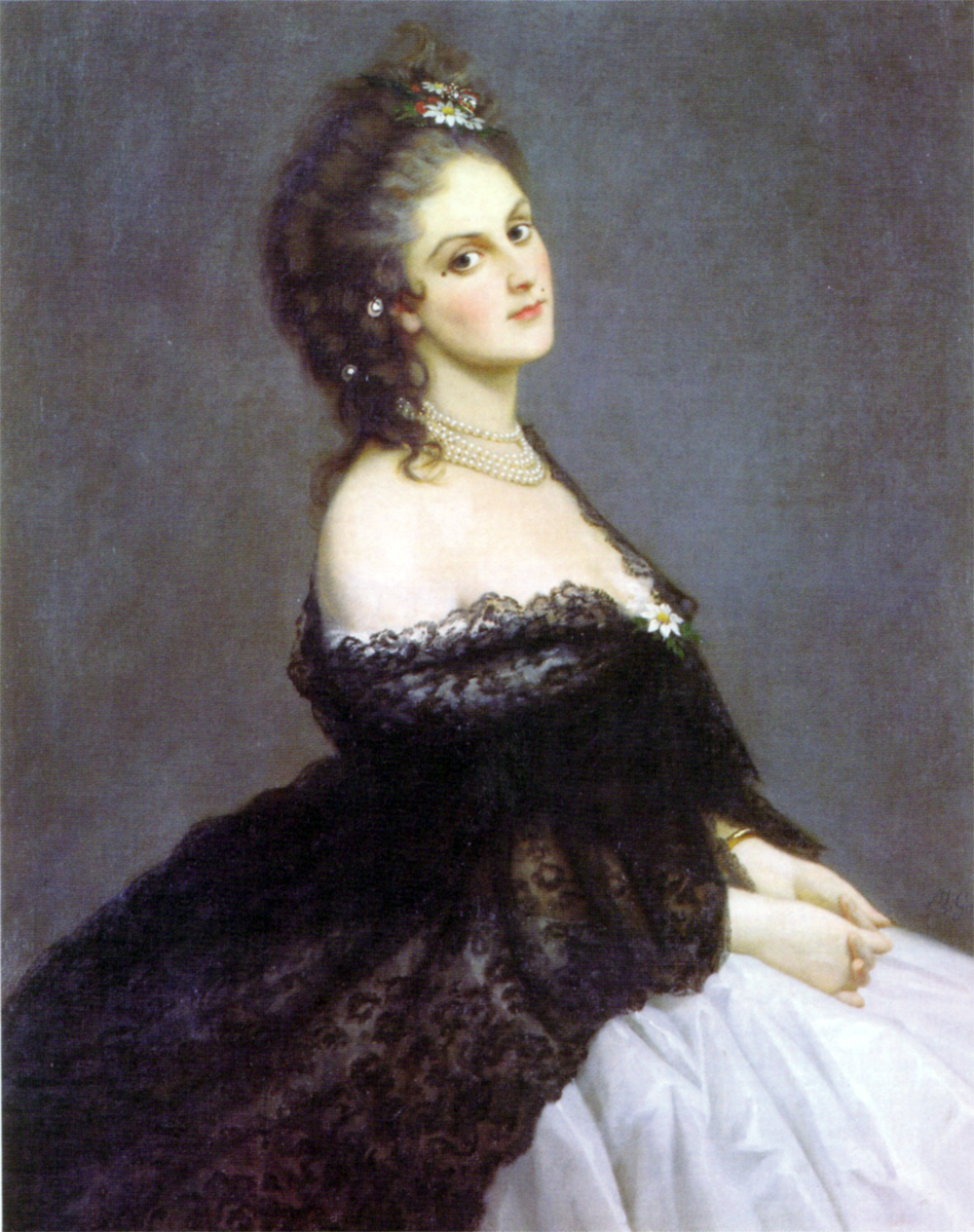
Condesa de Castiglione pintada en París, 1862 por Michele Gordigiani

La condesa comenzó sus aventuras en el escenario internacional el día de Navidad de 1855, cuando llegó a París con su marido Francesco y su hijo Giorgio. En apariencia, habían ido a devolver una visita a la prima de la condesa, Maria Walewska, cuyo hijo, el conde Alexandre Colonna-Walewski, era también hijo de Napoleón Bonaparte. Sin embargo, tras esta excusa se encontraba la verdadera causa del viaje de los Castiglione a la capital francesa: el encuentro entre Virginia y Napoleón III.
Los bien relacionados Castiglione no esperaron mucho para ser llevados a la Corte. En pocos días, fueron presentados a Napoleón III y a su esposa Eugenia, en un baile imperial. Las entradas de la condesa a las fiestas y bailes se convirtieron en leyenda. Siempre tarde, hacía que su marido la escoltara a una esquina del salón donde observaba la gran atención que su presencia producía. Allí, esperaba a que los anfitriones realizaran las presentaciones y se emocionaba solo cuando el emperador o la emperatriz la saludaban. Se le llegó a conocer como la «Mujer del Amor Imperial».

## En la ficción
La vida de la condesa fue desarrollada en 1942 en el filme italiano La contessa Castiglione y en 1954 en el franco-italiano La Contessa di Castiglione, siendo interpretada en este último por Yvonne De Carlo.

## Distinciones honoríficas
- Dama de la Orden de las Damas Nobles de la Reina María Luisa.